# Ајкобила
Ајкобила (алб. Hajkobillë) је насељено место у граду Приштини на Косову и Метохији. Према попису из 2024. у насељу је живело 25 становника.

## Положај
Атар насеља се налази на територији катастарске општине Ајкобила површине 763 ha.

## Историја
Село је у средњем веку било српско и звало се Прождрикобила, по властелину Дабижаву Прождрикобили. Када су се у 18. веку Албанци доселили у овај крај, српски назив села су превели на свој начин. У данашњој џамијској махали налазе се остаци порушене српске цркве.

## Становништво
Према попису из 2011. године, Ајкобила има следећи етнички састав становништва:
| Националност | 2011.       |
| Албанци      | 72 (100,0%) |
| Укупно       | 72          |

| Демографија | Демографија | Демографија |
| Година      | Становника  | Становника  |
| ----------- | ----------- | ----------- |
| 1948.       | 478         |             |
| 1953.       | 543         |             |
| 1961.       | 546         |             |
| 1971.       | 524         |             |
| 1981.       | 418         |             |
| 1991.       | 475         |             |
| 2011.       | 72          |             |